# Andalucía (kerékpárcsapat)
Az Andalucía (UCI csapatkód: ACG) egy spanyol profi kerékpárcsapat volt 2005 és 2012 között.

## Keret (2011)
2011. január 9-dikei állapot:
|     | Név                  | Születésnap                  |
| --- | -------------------- | ---------------------------- |
| ESP | José Alberto Benítez | 1981. november 14. (43 éves) |
| ESP | David Bernabéu       | 1975. január 9. (50 éves)    |
| ESP | José Luis Cano       | 1988. április 28. (36 éves)  |
| ESP | Sergio Carrasco      | 1985. február 17. (40 éves)  |
| ESP | Juan Javier Estrada  | 1981. augusztus 8. (43 éves) |
| ESP | Juan José Lobato     | 1988. december 29. (36 éves) |
| ESP | Manuel Ortega        | 1981. július 7. (43 éves)    |
| ESP | Adrián Palomares     | 1976. február 18. (49 éves)  |
| ESP | Antonio Piedra       | 1985. október 10. (39 éves)  |

|     | Név                  | Születésnap                   |
| --- | -------------------- | ----------------------------- |
| ESP | Javier Ramírez       | 1978. március 13. (47 éves)   |
| ESP | José Luis Roldán     | 1985. november 13. (39 éves)  |
| ESP | Jesús Rosendo        | 1982. március 16. (43 éves)   |
| ESP | José Vicente Toribio | 1985. december 22. (39 éves)  |
| ESP | Antonio Cabello      | 1990. január 9. (35 éves)     |
| ESP | Pablo Lechuga        | 1990. augusztus 16. (34 éves) |
| ESP | Eloy Ruiz            | 1989. január 7. (36 éves)     |

## Külső hivatkozások
Hivatalos oldal